# Schloss Sallgast

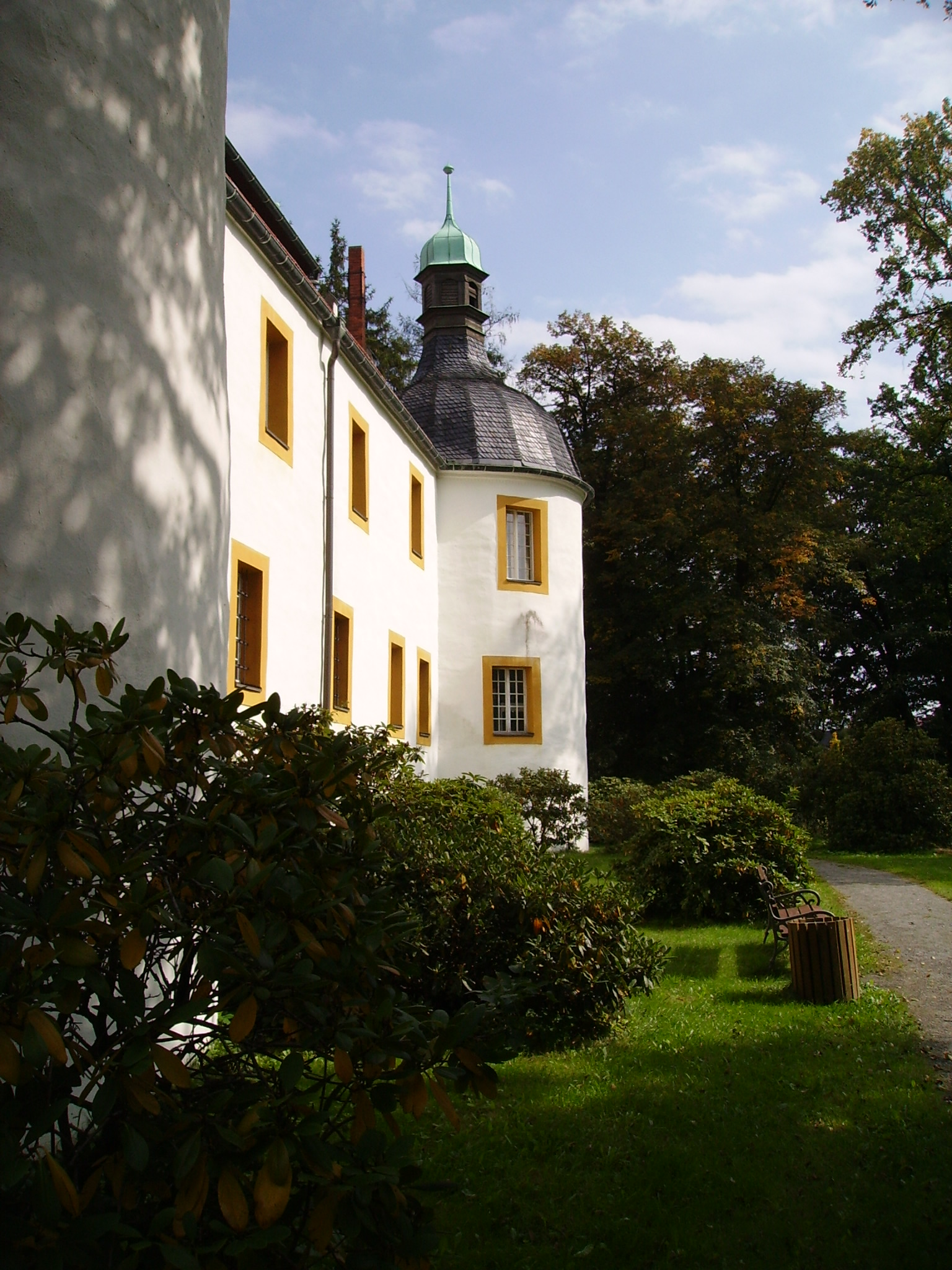
Turm an der Südseite des Schlosses

Das Schloss Sallgast liegt im Ort Sallgast, 13 Kilometer südöstlich von Finsterwalde in Brandenburg.
Es wurde im 12. Jahrhundert als Wasserburg errichtet. Im Dreißigjährigen Krieg wurde die Burg von schwedischen Truppen belagert aber nicht eingenommen. Es erfolgte ein Umbau zu einem vierflügeligen Schloss. Der weitläufige Schlosspark wurde um 1880 vom Politiker Robert Fedor von Loebenstein-Lohsa (1854–1939) angelegt und 1911 erweitert. Die Burg wurde 1911 bis 1912 nach Plänen von Bodo Ebhardt restauriert. Burg und Schloss Sallgast hatten in seiner Geschichte häufig wechselnde Besitzer. Loebenstein veräußerte den Besitz vor 1929. Das dazugehörige Rittergut gehörte dann unter anderem der Deutschen Bergbaugesellschaft mbH mit Sitz in Berlin, diese stellte vor Ort den Direktor Schwartz und Verwalter E. Klabes ein. Danach erfolgten 1945 die Maßnahmen der Bodenreform und die Verstaatlichung.
Im Jahr 1989 waren Dorf und Schloss Sallgast vom Abriss bedroht, da ein benachbarter Braunkohlentagebau in Richtung des Dorfes ausgedehnt werden sollte. Nach der deutschen Wiedervereinigung 1990, wurden diese Pläne aber nicht weiter verfolgt.
Heute wird Schloss Sallgast von der Gemeindeverwaltung genutzt, für das angeschlossene Restaurant hat sich seit längerem noch kein neuer Pächter gefunden. Der Schlosspark ist allgemein zugänglich.
Am 11. September 2008 brach im Dachstuhl des Schlosses ein Feuer aus, konnte jedoch rechtzeitig gelöscht werden.

Linker Parkflügel
Hinterer Parkflügel
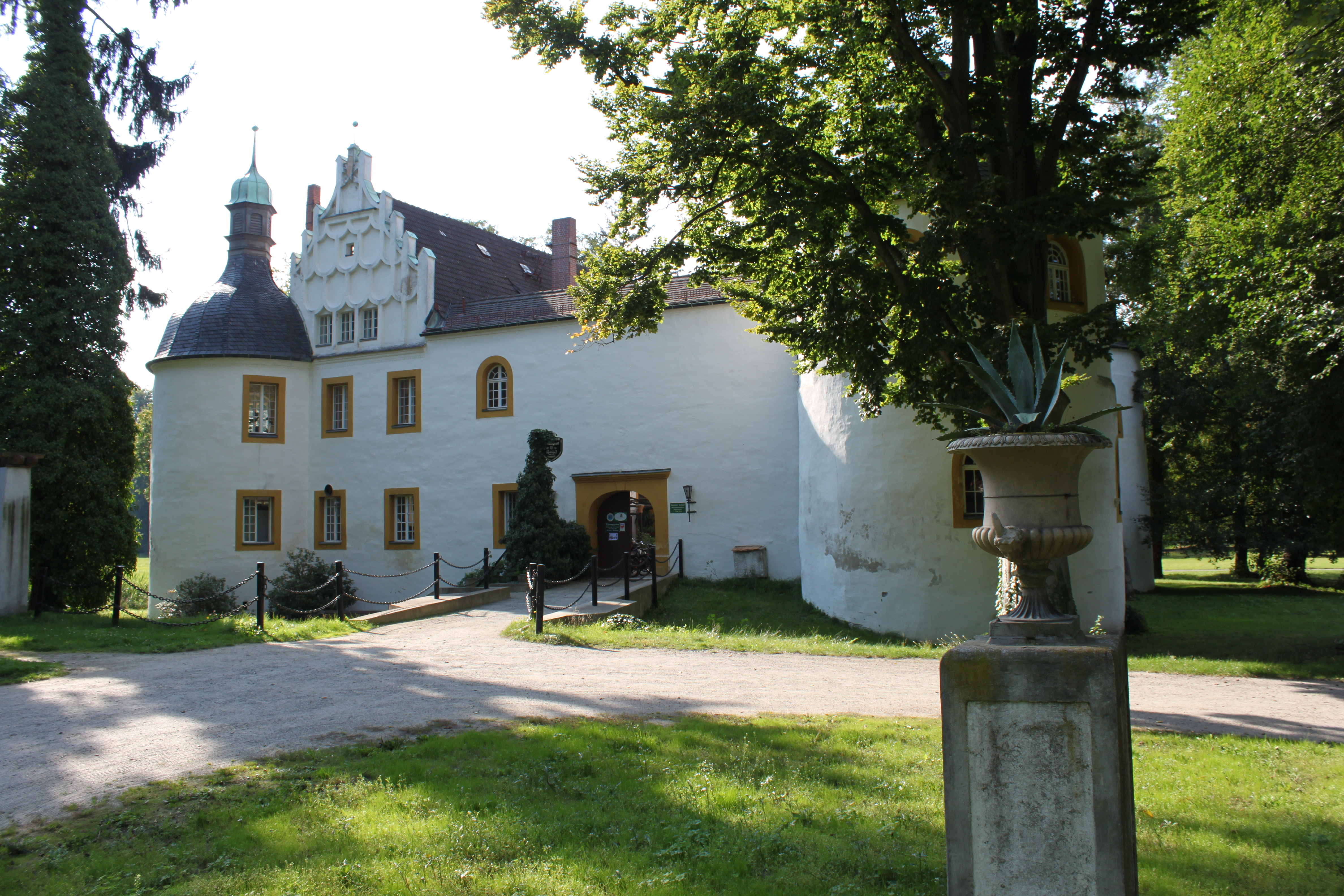
Schloss Sallgast – Torflügel